# 모두가 왕의 부하들
《모두가 왕의 부하들》(영어: All the King's Men)은 1949년 개봉한 미국의 정치 드라마 영화이다. 로버트 로슨이 감독, 각본, 제작을 맡았으며, 로버트 펜 워런의 동명 소설이 원작이다.
1950년 제22회 아카데미상에서 작품상, 남우 주연상(브로더릭 크로퍼드), 여우 조연상(머세이디스 매케임브리지)을 수상했으며, 2001년 미국 국립영화등기부에 등재되었다.

## 줄거리
기자 잭 버든은 이름 없는 남부 주의 카운티 재무관 선거에 출마한 윌리 스타크에 대한 기사를 쓰기 위해 파견된다. 스타크의 선거 운동은 정직함과 지역 정치인들의 부패에 대한 언급으로 진행된다. 버든은 스타크와 그의 가족을 만나 스타크의 정직함과 용기에 대한 감동적인 기사를 쓴다. 경찰에 대한 영향력을 포함한 그들의 권력을 사용하여 지역 정치 기구는 스타크를 배제한다. 낙선 후 스타크는 법학 학위를 취득한다. 그의 카운티에 있는 허술하게 지어진 학교가 화재 훈련 중 구조적 붕괴로 12명의 학생이 사망하는 사고를 겪자, 스타크는 아이들의 장례식에서 그들의 법적 문제를 처리하도록 권유받고, 결국 카운티를 상대로 한 소송에서 승소하여 주 전역의 조사를 이끌어낸다. 윌리는 이를 통해 정치적 추진력을 얻고, 결국 3파전 경선에서 선두 주자에 의해 주지사를 위한 기권 후보로 지명된다.
스타크는 경쟁 후보의 스파이로 심어진 선거 운동원 새디 버크와 버든과 함께 선거 유세에 나선다. 처음에는 스타크가 주의 균형 예산 계획에 대해 모호하고 평범하게 말하여 유세에서 어려움을 겪는다. 그러나 버크가 그가 단지 기권 후보임을 밝히자, 스타크는 더 열정적이고 효과적인 연설을 시작한다. 이 기간 동안 버든은 스타크의 선거 운동에 대해 계속 보도하지만, 스타크에 대해 긍정적인 기사를 쓰는 것을 중단하라는 지시를 받은 후 사임한다. 결국 스타크는 선거에서 패배하지만, 자신을 시골 지역의 "촌뜨기" 중 한 명으로 인식하며 주 시골 지역에서 대규모 풀뿌리 지지를 얻는다.
다음 4년 동안 스타크는 승리하는 방법을 깨닫고 계속해서 선거 운동을 하며 정치적 영향력과 선거 자금을 얻기 위해 밀실 거래를 한다. 한편 버든은 다른 직업을 찾는 데 어려움을 겪지만, 스타크에게 고용되어 선거 운동의 정보 수집 역할을 한다. 스타크와 버든은 버든의 집으로 돌아가 버든의 친구들과 가족을 설득하여 선거 운동을 지지하게 한다. 스타크의 주장된 거래와 큰 약속에 회의적인 잭 버든의 여자친구 앤 스탠턴의 오빠 아담은 질문을 하고 완전히 설득되지 않는다. 그러나 앤은 그의 선동적인 매력을 느끼고 스타크의 메시지를 완전히 믿는다. 버든은 앤의 삼촌인 정직한 스탠턴 판사에게 주 법무장관 자리를 약속함으로써 그들을 설득한다. 윌리는 결국 압승으로 선거에서 승리하고 뉴스 영화에서는 초원의 메시아 또는 초기 독재자로 묘사된다.
주지사 재임 기간 동안 스타크는 버든이 그들의 의제를 지지하는 정치적 특혜와 표를 얻기 위해 개인 정보를 악용하는 블랙북을 개발하면서 공격적이고 부패한 방식으로 권력을 사용한다. 그는 행정부 구성원의 스캔들을 은폐하고, 그 후 스탠턴 판사는 법무장관직을 사임하고 스타크의 부패를 공개적으로 주장한다. 스타크의 도덕성 상실, 부패, 그리고 시골 출신으로서의 정체성 상실은 그가 앤과 새디를 포함한 많은 여성들과 불륜을 저지르면서 심화된다. 아버지의 지위에 대한 압박감을 느끼는 스타크의 입양된 대학생 아들 토미는 아버지에 대한 감정을 다루기 위해 술을 마신다. 스타크가 토미의 음주를 꾸짖는 축구 연습 후, 토미는 술에 취해 차를 몰고 가다 사고를 내 자신은 부상을 입고 여성 승객은 사망한다. 나쁜 여론을 막기 위해 스타크는 토미가 완전히 회복되지 않았음에도 불구하고 경기에 출전하도록 압력을 가한다. 경기 도중 토미는 심한 충돌을 당하고 병원으로 이송된다. 토미의 부상에 대해 자신을 비난하는 스타크는 외과 의사인 아담에게 최선을 다해달라고 간청한다. 아담은 전문가를 기다리는 것을 선호하지만, 스타크가 공공을 위한 새 병원을 지어주겠다고 서투르게 유혹하자 결국 수술에 동의한다. 토미는 결국 하반신 마비 환자가 된다.
이후 버든은 앤에게 스탠턴 판사의 과거 잘못에 대한 증거를 제공하는데, 이는 버든이 판사의 평생 경력에 대한 존경심으로 묻어두었던 것이다. 스타크는 헤어진 가족을 방문하면서 주지사 재선 운동을 시작한다. 그곳에서 스탠턴 판사는 토미의 교통사고로 사망한 소녀의 아버지가 스타크의 뇌물을 거절한 후 의심스러운 죽음을 당한 것에 대해 스타크를 공개적으로 비난한다. 스타크에 대한 탄핵 심판이 제기되고 판사는 재판에서 특정 상원의원들의 표결 방식을 통제한다. 스타크는 자신을 지지하는 시위를 위해 "시골뜨기들을 불러내라"는 명령을 내리고, 그가 권력을 유지하기 위해 주 민병대를 사용할 수도 있다는 우려가 제기된다. 절박한 스타크는 스탠턴 판사를 찾아가 버든이 찾은 증거(앤이 그에게 준 것)를 가지고 상원의원들을 풀어주도록 강압하려 한다. 그러나 스탠턴 판사는 자살하고, 탄핵은 스타크의 무죄 선고로 끝난다.
스타크의 공개적인 승리 축하 행사 중, 판사에게 가해진 압력에 괴로워하던 아담은 스타크를 치명적으로 쏘아 죽인다. 그가 병원 원장으로 임명된 유일한 이유는 그의 누이가 윌리 스타크의 정부였기 때문이라고 믿었기 때문이다. 스타크에 대한 존경심을 잃은 버든은 앤에게 스타크의 죽음 이후 그의 명성을 파괴할 방법을 찾도록 동의를 얻으려 한다. 스타크는 주 의사당 계단에서 위대함에 대한 잃어버린 기회를 한탄하며 왜 자신에게 이런 일이 일어났는지 궁금해하며 사망한다.

## 출연진
- 브로더릭 크로퍼드
- 존 아일랜드
- 조앤 드루
- 존 데릭
- 머세이디스 매케임브리지
- 셰퍼드 스트러드윅
- 랠프 덤키
- 앤 시모어
- 캐서린 워런
- 레이먼드 그린리프
- 월터 버크
- 윌 라이트
- 그랜던 로즈
- 폴 포드

## 기타 제작진
- 의상: 장 루이

## 같이 보기
- 올 더 킹즈 맨